# William Thoresson
Karl Tore William (William) Thoresson (Göteborg, 31 mei 1932) is een Zweeds turner.
Thoresson werd in 1952 olympisch kampioen op vloer. Tijdens de wereldkampioenschappen van 1954 won Thoresson de bronzen medaille op vloer. Bij Thoresson zijn tweede olympische deelname behaalde Thoresson de zilveren medaille op vloer. Thoresson nam in 1960 en 1964 deel aan de spelen maar bleef ver van de medailles verwijderd.

## Resultaten

### Olympische Zomerspelen
| Jaar | Plaats    | Resultaten                                   |
| ---- | --------- | -------------------------------------------- |
| 1952 | Helsinki  | op de vloer 17e in de landenwedstrijd        |
| 1956 | Melbourne | op de vloer 32e in de meerkamp               |
| 1960 | Rome      | 92e in de meerkamp 14e in de landenwedstrijd |
| 1964 | Tokio     | 77e in de meerkamp                           |

### Wereldkampioenschappen turnen
| Jaar | Plaats | Resultaten |
| ---- | ------ | ---------- |
| 1954 | Rome   | op vloer   |

1932: István Pelle ·
1936: Georges Miez ·
1948: Ferenc Pataki ·
1952: William Thoresson ·
1956: Valentin Moeratov ·
1960: Nobuyuki Aihara ·
1964: Franco Menichelli ·
1968: Sawao Kato ·
1972: Nikolaj Andrianov ·
1976: Nikolaj Andrianov ·
1980: Roland Brückner ·
1984: Li Ning ·
1988: Sergei Charkow ·
1992: Li Xiaoshuang ·
1996: Ioannis Melissanidis ·
2000: Igors Vihrovs ·
2004: Kyle Shewfelt ·
2008: Zou Kai · 
2012: Zou Kai · 
2016: Max Whitlock · 
2020: Artem Dolgopyat · 
2024: Carlos Yulo